# Pseudohyllisia madurensis
Pseudohyllisia madurensis là một loài bọ cánh cứng trong họ Cerambycidae.